# 真相與正義紀念日
真相與正義紀念日（西班牙語：Día de la Memoria por la Verdad y la Justicia）是阿根廷的一個公共節日，旨在紀念骯髒戰爭的遇難者。這一天是3月24日，也就是1976年政變（國家重組進程上台）週年紀念日。
2002年8月1日，阿根廷國會通過第25633號法律，並於同年8月22日由行政部門頒布。然而，直到2006年才將其作為國家公共假日。政變30週年之際發生了大規模示威遊行。

## 外部連結
- Education Ministry commemorative webpage 的存檔，存档日期2009-02-22. （西班牙語）